# Veiligheidsbeugel
Een veiligheidsbeugel wordt vaak gebruikt in attracties op kermissen en in pretparken. Dergelijke onderdelen zorgen ervoor dat de bezoeker van de attractie niet uit het voertuig kan vallen tijdens de rit.

## Types
Er zijn drie types van veiligheidsbeugels:
- Schouderbeugel
- Heupbeugel
- Veiligheidsgordel